# Puente romano de Ain Diwar
El puente romano de Ain Diwar es un arco romano en ruinas a 3.5 nordeste de km de la ciudad de Ain Diwar, Siria. El puente se encuentra tocando con la frontera turca y cerca a la iraquí, a 500 m del río Tigris, el río que solía cruzar antiguamente.
Este puente fue construido en el siglo II por los romanos para darles acceso a la banda oriental de Anatolia. Los romanos también fundaron el asentamiento Bezabde (el moderno Cizre, al otro lado de la frontera con Turquía). Fue refundado por losselyúcidas y los árabes a finales del siglo XII o finales del XIII. El puente de Ain Diwar se presenta a menudo como gran ejemplo de arquitectura islámica e ingeniería civil pero las tallas en el puente nunca han sido estudiadas en detalle. Las tallas en la piedra describen figuras astrológicas, señales del zodíaco y caballería que se atribuyen a la arquitectura Romana.
La estructura no está listada ni por O'Connor (1993) ni por Galliazzo (1994) en sus inventarios comprehensivos de puentes romanos.